# XIX Giochi del Mediterraneo
I Giochi del Mediterraneo 2022 sono stati la 19ª edizione dei Giochi e si sono svolti ad Orano in Algeria dal 25 giugno al 5 luglio del 2022. Orano è la seconda città dell'Algeria ad ospitare i Giochi, dopo Algeri nel 1975. Originariamente previsti nel 2021, sono stati rinviati al 2022 come conseguenza dello slittamento dei Giochi Olimpici di Tokyo 2020 dovuto alla pandemia di COVID-19.

## Candidature
| Orano | Algeria | 51 |
| Sfax  | Tunisia | 17 |

La votazione finale per i giochi del 2021 avvenne a Pescara, organizzatrice dell'edizione del 2009.

## I giochi

### Cerimonie
La cerimonia d'apertura si è svolta allo Stadio Miloud Hadefi di Orano, alla presenza di oltre 40 mila spettatori. Nell'occasione sono stati omaggiati i 60 anni di indipendenza dell'Algeria dalla Francia attraverso l'esplosione di fuochi d'artificio che hanno composto in cielo il numero 60, mentre le comparse hanno rappresentato sul campo i confini nazionali. Durante la sfilata delle squadre nazionali, la Francia è stata fischiata.

### Paesi partecipanti
Ai Giochi sono stati rappresentati 26 paesi, più uno fuori classifica.
- Albania
- Algeria
- Andorra
- Bosnia ed Erzegovina
- Cipro
- Croazia
- Egitto
- Francia
- Grecia
- Italia
- Kosovo
- Libano
- Libia

- Macedonia del Nord
- Malta
- Marocco
- Monaco
- Montenegro
- Portogallo
- San Marino
- Serbia
- Siria
- Slovenia
- Spagna
- Tunisia
- Turchia
- Città del Vaticano (fuori classifica)

### Discipline sportive
Questa edizione dei Giochi del Mediterraneo comprende 24 discipline suddivise in 204 specialità, 112 maschili e 91 femminili. In questa edizione dei Giochi non sono disputate le competizioni né di golf né di triathlon, che aveva fatto il suo debutto nell'edizione precedente; mentre è stata confermata la disciplina sportiva della pallacanestro 3x3 e gli scacchi sono presenti come disciplina dimostrativa.
- Atletica leggera (dettagli)
- Badminton (dettagli)
- Bocce (dettagli)
- Calcio (dettagli)
- Ciclismo (dettagli)
- Equitazione (dettagli)
- Ginnastica artistica (dettagli)
- Judo (dettagli)
- Karate (dettagli)
- Lotta (dettagli)
- Nuoto (dettagli)
- Pallacanestro 3x3 (dettagli)
- Pallamano (dettagli)
- Pallanuoto (dettagli)
- Pallavolo (dettagli)
- Pugilato (dettagli)
- Scherma (dettagli)
- Sollevamento pesi (dettagli)
- Taekwondo (dettagli)
- Tennis (dettagli)
- Tennistavolo (dettagli)
- Tiro (dettagli)
- Tiro con l'arco (dettagli)
- Vela (dettagli)

### Calendario[8]
| ● | Cerimonia di apertura | ● | Competizioni | ● | Finali | ● | Cerimonia di chiusura |

| Sport             | Giugno | Giugno | Giugno | Giugno | Giugno | Giugno | Giugno | Luglio | Luglio | Luglio | Luglio | Luglio | Luglio |
| Sport             | 24     | 25     | 26     | 27     | 28     | 29     | 30     | 1      | 2      | 3      | 4      | 5      | 6      |
| Cerimonie         |        | ●      |        |        |        |        |        |        |        |        |        |        | ●      |
| Atletica leggera  |        |        |        |        |        |        | ●      | ●      | ●      | ●      |        |        |        |
| Badminton         |        |        | ●      | ●      | ●      | ●      | ●      |        |        |        |        |        |        |
| Bocce             |        |        | ●      | ●      | ●      | ●      |        |        |        |        |        |        |        |
| Calcio            |        |        | ●      |        | ●      |        | ●      |        | ●      |        | ●      |        |        |
| Ciclismo          |        |        |        |        |        |        | ●      |        | ●      |        |        |        |        |
| Equitazione       |        |        |        |        |        |        |        | ●      |        | ●      |        |        |        |
| Ginnastica        |        |        | ●      | ●      | ●      | ●      |        |        |        |        |        |        |        |
| Judo              |        |        |        |        |        | ●      | ●      | ●      |        |        |        |        |        |
| Karate            |        |        | ●      | ●      |        |        |        |        |        |        |        |        |        |
| Lotta             |        |        | ●      | ●      | ●      | ●      |        |        |        |        |        |        |        |
| Nuoto             |        |        |        |        |        |        |        | ●      | ●      | ●      | ●      | ●      |        |
| Pallacanestro 3X3 |        |        |        |        |        |        | ●      | ●      | ●      | ●      |        |        |        |
| Pallamano         |        |        |        | ●      | ●      |        | ●      | ●      | ●      |        | ●      |        | ●      |
| Pallanuoto        | ●      | ●      | ●      | ●      | ●      | ●      | ●      |        |        |        |        |        |        |
| Pallavolo         |        |        | ●      | ●      | ●      |        | ●      | ●      | ●      |        | ●      |        |        |
| Pugilato          |        |        | ●      | ●      | ●      | ●      | ●      | ●      |        |        |        |        |        |
| Scherma           |        |        |        |        |        |        |        |        |        | ●      | ●      | ●      |        |
| Sollevamento pesi |        |        |        |        |        |        |        | ●      | ●      | ●      | ●      |        |        |
| Taekwondo         |        |        |        |        |        |        |        |        |        | ●      | ●      |        |        |
| Tennis            |        |        |        | ●      | ●      | ●      | ●      | ●      |        |        |        |        |        |
| Tennistavolo      |        |        | ●      | ●      | ●      | ●      | ●      |        |        |        |        |        |        |
| Tiro              |        |        |        |        | ●      | ●      | ●      | ●      | ●      | ●      |        |        |        |
| Tiro con l'arco   |        |        |        |        |        | ●      | ●      | ●      |        |        |        |        |        |
| Vela              |        |        |        | ●      | ●      | ●      | ●      | ●      |        | ●      |        |        |        |
| Sport             | 24     | 25     | 26     | 27     | 28     | 29     | 30     | 1      | 2      | 3      | 4      | 5      | 6      |
| Sport             | Giugno | Giugno | Giugno | Giugno | Giugno | Giugno | Giugno | Luglio | Luglio | Luglio | Luglio | Luglio | Luglio |

## Medagliere
| Pos.   | Paese                | Oro | Argento | Bronzo | Totale |
| ------ | -------------------- | --- | ------- | ------ | ------ |
| 1      | Italia               | 48  | 50      | 61     | 159    |
| 2      | Turchia              | 45  | 26      | 37     | 108    |
| 3      | Francia              | 21  | 24      | 36     | 81     |
| 4      | Algeria              | 20  | 17      | 16     | 53     |
| 5      | Spagna               | 16  | 25      | 25     | 66     |
| 6      | Egitto               | 13  | 15      | 23     | 51     |
| 7      | Serbia               | 13  | 7       | 11     | 31     |
| 8      | Grecia               | 10  | 11      | 10     | 31     |
| 9      | Portogallo           | 7   | 10      | 8      | 25     |
| 10     | Tunisia              | 6   | 8       | 13     | 27     |
| 11     | Slovenia             | 6   | 8       | 9      | 23     |
| 12     | Croazia              | 6   | 7       | 10     | 23     |
| 13     | Cipro                | 5   | 2       | 7      | 14     |
| 14     | Siria                | 4   | 3       | 0      | 7      |
| 15     | Marocco              | 3   | 13      | 17     | 33     |
| 16     | Kosovo               | 3   | 0       | 3      | 6      |
| 17     | San Marino           | 2   | 1       | 3      | 6      |
| 18     | Albania              | 2   | 1       | 1      | 4      |
| 19     | Bosnia ed Erzegovina | 2   | 0       | 6      | 8      |
| 20     | Montenegro           | 1   | 4       | 2      | 7      |
| 21     | Macedonia del Nord   | 1   | 0       | 2      | 3      |
| 22     | Monaco               | 1   | 0       | 0      | 1      |
| 23     | Malta                | 0   | 1       | 0      | 1      |
| 24     | Libia                | 0   | 0       | 1      | 1      |
| Totale | Totale               | 235 | 233     | 301    | 769    |

## Diffusione
L'11 febbraio 2022 Eurovision Sport, una sussidiaria dell'European Broadcasting Union (EBU) e il  Comitato Internazionale dei Giochi del Mediterraneo hanno raggiunto un accordo per l'acquisizione dei diritti di distribuzione e trasmissione mondiale di questa edizione dei Giochi del Mediterraneo.
In Italia la RAI non ha acquistato i diritti televisivi dall'EBU e non ha inviato giornalisti sportivi. Il Comitato olimpico nazionale italiano (CONI) ha organizzato la diretta streaming sul proprio sito ufficiale, attraverso la piattaforma OTT di Italia Team all'indirizzo https://tv.italiateam.sport/ . È stata la prima volta della storia che un comitato olimpico nazionale ha curato la trasmissione di una manifestazione multisportiva.
| Territorio                          | Televisione                    | Note |
| ----------------------------------- | ------------------------------ | ---- |
| Algeria                             | EPTV                           |      |
| Albania                             | RTSH                           |      |
| Andorra                             | RTVA                           |      |
| Bosnia ed Erzegovina                | BHRT                           |      |
| Cipro                               | CyBC                           |      |
| Egitto                              | ON Time Sports                 |      |
| Francia                             | france·tv                      |      |
| Grecia                              | ERT                            |      |
| MENA (Middle East and North Africa) | BeIN Sports                    |      |
| Marocco                             | SNRT                           |      |
| Portogallo                          | RTP                            |      |
| Turchia                             | TRT                            |      |
| Italia                              | piattaforma OTT di Italia Team |      |